# Красовский, Михаил Васильевич
 Михаи́л Васи́льевич Красо́вский (25 июля (6 августа) 1851, Черниговская губерния — 27 апреля (10 мая) 1911, имение Озеряне, Козелецкий уезд, Черниговская губерния) — русский общественный деятель и политик, один из основателей «Союза 17 октября», член Государственного совета по выборам.

## Биография
Православный. Из потомственных дворян Черниговской губернии. Землевладелец Козелецкого уезда (приобретенное имение Озеряны в 465 десятин). Домовладелец Санкт-Петербурга.
Сын коллежского секретаря Василия Ивановича Красовского (1823—1859) и Марии Александровны Шрамченко.
Окончил Киевскую 1-ю гимназию (1868) и университет святого Владимира по юридическому факультету (1873).
По окончании университета начал службу в Уголовном кассационном департаменте Сената, был командирован в распоряжение обер-прокурора департамента Э. В. Фриша, ревизовавшего делопроизводство в столичных и уездных Московских мировых установлениях. В 1874—1876 годах состоял его секретарем, а уже в 1877 году был назначен обер-секретарем общих собраний Сената. Последнюю должность занимал в течение четырех лет.
Участвовал в ревизии судебных учреждений Виленской губернии под руководством Н. Н. Шрейбера (1878), а также в сенаторской ревизии Казанской, Оренбургской и Уфимской губерний (1880), в качестве старшего чиновника при сенаторе М. Е. Ковалевском, причем на долю Красовского выпало составление большей части отчетных работ.
В 1881 году был назначен и. д. юрисконсульта консультации при Министерстве юстиции учрежденной, с откомандированием к управлению 1-м уголовным отделом этого министерства. В 1882 году назначен и. д. помощника статс-секретаря Государственного совета, а через два года утвержден в этой должности. В 1886 году назначен исполняющим должность, а в следующем году утвержден в должности статс-секретаря Государственного совета, с производством в действительные статские советники.
В 1889 году управлял отделением законов Государственного совета и назначен был статс-секретарем департамента законов. В том же году был делопроизводителем особого совещания для расследования дела о крушении императорского поезда 17 октября 1888 года.
В 1890 году был назначен директором 1-го департамента Министерства юстиции и исполняющим должность товарища министра юстиции. В следующем году был произведен в тайные советники. В 1895 году был назначен старшим председателем Харьковской судебной палаты, а в 1897 году — обер-прокурором общих собраний Сената. Кроме того, состоял представителем от Министерства юстиции в Комиссии при комитете Сибирской железной дороги для рассмотрения мероприятий по устройству переселенцев в Сибири (с 1893), членом консультации при Министерстве юстиции учрежденной (с 1894). В 1903 году вышел в отставку.
В 1904 году был избран гласным Санкт-Петербургской городской думы, состоял её председателем в 1905—1906 годах. Также долгое время принимал деятельное участие в земском самоуправлении Черниговской губернии. Избирался гласным Остерского и Козелецкого уездных (с 1880) и Черниговского губернского (с 1903) земских собраний, а также почетным мировым судьей Остерского уезда (1876—1889).
Кроме того, несмотря на постоянную службу в Петербурге, сумел вести довольно крупное хозяйство в своем имении, с применением многопольной системы посева трав, минеральных удобрений и других усовершенствований. Устроил крупный сахарный завод на паевых началах, в котором участвовали исключительно местные черниговские землевладельцы без содействия крупного капитала. В 1904 году организовал и возглавил Бобровское общество взаимного сельско-хозяйственного кредита. С 1908 года был членом Совета Волжско-Камского банка.
В 1905 году стал одним из учредителей петербургского Клуба общественных деятелей, в котором бессменно состоял председателем Совета старшин. После провозглашения Октябрьского манифеста стал одним из основателей Союза 17 октября, состоял товарищем председателя петербургского ЦК партии, участвовал в выработке партийной программы.
22 марта 1906 года избран членом Государственного совета от Черниговского земства, в 1909 году — переизбран. Был членом бюро, а с 1908 года — председателем группы Центра. Состоял членом комиссии законодательных предположений и членом-докладчиком аграрной комиссии. В 1908 году был председателем юридической подкомиссии Особой высшей комиссии при Министерстве путей сообщения по обследованию железнодорожного дела в России.
Был активным сторонником Столыпинских аграрных реформ. В обращении к однопартийцам-октябристам заявлял:

Мы стоим за необходимость твердой монархической власти, так как Россия есть страна разнообразных условий, не имеющая твердо сложившихся границ, страна еще не культурная и требующая мощной государственной власти для того, чтобы масса населяющих Россию племен и народов, не имеющих за собою политического прошлого, слилась в один мощный народ и дала то, что мы видим за границей, в Северо-Американских Штатах, населенных тысячами разнородных племен и объединенных и воодушевленных идеей преданности своему отечеству.
Участвовал в панславистском движении. В 1908 году возглавлял русскую делегацию на Славянском съезде в Праге. В 1909 году стал одним из создателей Общества славянской взаимности.
Умер в 1911 году в собственном имении. Был женат на дочери Козелецкого уездного предводителя дворянства Марии Ивановне Полетика.

## Награды
- Монаршее благоволение за отличие по службе (1882);
- Орден Святого Станислава 1-й ст. (1889);
- Орден Святой Анны 1-й ст. (1896);
- Орден Святого Владимира 2-й ст. (1901).